# 创智赢家
创智赢家是一档由东方卫视主办的青年创业精英大赛，选手须经历演讲、辩论、阐述创业计划等紧张激烈的较量，冠军可得到100万元人民币的创业启动资金。参赛者须是在中国居住并且有民事行为能力、年龄为20至40岁，性别不限。
第一季创智赢家于2005年举行，桂冠得主是“天才少年”陈曦。

## 同类节目
- CCTV-2 赢在中国（已结束）